# Zbigniew J. Wójcik
Zbigniew J. Wójcik (ur. 30 marca 1931 w Łucku) – profesor, geolog i speleolog, a także historyk nauk przyrodniczych.

## Życiorys
Zbigniew J. Wójcik jest absolwentem Wydziału Geologii na Uniwersytecie Warszawskim. Pracę doktorską obronił w 1963, a od 1990 posiada tytuł profesora.
Od 2. połowy lat 50. XX wieku aktywnie uczestniczył w badaniach speleologicznych w Tatrach i na Syberii, gdzie oprócz badania jaskiń prowadził też prace geologiczne na powierzchni. Zajmował się badaniami i publikacjami dotyczącymi dziejów polskich naukowców zesłanych na Syberię.
Będąc badaczem losów i dokonań Ignacego Domeyki, w związku z badaniami okresu wileńskiego w biografii Domeyki, a zwłaszcza jego działalności w studenckim związku filomatów, Wójcik wpadł na trop „wykonywanej dla Tatarów pracy”. Na bazie ustaleń jego oraz prof. Tamary Bairašauskaitė nowe hipotezy co do autorstwa przekładu Koranu wysunął też inny badacz, dr hab. Andrzej Drozd. Badania prof. Wójcika dowiodły, że podstawą tłumaczenia Jana Murzy Taraka Buczackiego był filomacki przekład Koranu, przeznaczony dla Tatarów polskich, dokonany w latach 20. i 30. XIX w. przez ks. Ignacego Chlewińskiego i Domeykę. Ostateczną wersję tego przekładu ustalił Joachim Lelewel.
Jest członkiem Komitetu Historii Nauki i Techniki PAN, pełnił funkcję jej przewodniczącego, a także Zespołu Historii Kartografii oraz Komisji Badań nad Historią Syberii, członek Polsko-Rosyjskiej Komisji Historycznej. Były pracownik Muzeum Ziemi PAN, oraz wykładowca na Wydziale Turystyki i Rekreacji Prywatnej Wyższej Szkole Ochrony Środowiska w Radomiu.
Laureat nagrody specjalnej „Przeglądu Wschodniego” za rok 2008 za całokształt pracy i twórczości naukowej, w tym za przybliżenie współczesnym Polakom sylwetek wielkich polskich zesłańców XIX wieku oraz losy, zasługi i dzieje Polaków na Syberii.
W 2022 otrzymał Odznakę Honorową Województwa Świętokrzyskiego.

## Wybrane publikacje
Niektóre publikacje:
- Z geomorfologii jaskiń tatrzańskich („Wierchy” 27, 1958),
- Serie wierchowe południowych zboczy Bobrowca („Acta Geologii Polskiej” 9, 1959, nr 2),
- Allochtoniczne żwirowiska jaskiń tatrzańskich („Acta Geologii Polskiej” 10, 1960, nr 3),
- Jaskinie lodowe w Tatrach („Wierchy” 30, 1961),
- W sprawie najwyżej w Polsce położonej siedziby człowieka epoki lodowej („Wierchy” 31, 1962, o Jaskini Magurskiej),
- Zjawiska krasowe wschodniej części Tatr Polskich („Acta Geologii Polskiej” 1963, wspólnie z J. Głazkiem),
- Geneza i wiek klastycznych osadów jaskiń tatrzańskich („Prace Muzeum Ziemi” 9, 1966),
- Rozwój geomorfologiczny wapiennych obszarów Tatr i innych masywów krasowych Karpat Zachodnich („Prace Muzeum Ziemi” 13, 1968),
- O wieku jaskiń tatrzańskich („Prace Muzeum Ziemi” 29, 1978),
- Wąwóz Kraków w Tatrach („Ochrona Przyrody” 34, 1969),
- Jaskinie Tatrzańskiego Parku Narodowego („Chrońmy Przyrodę Ojczystą” 31, 1975, nr 5),
- Edward Passendorfer i złoty okres geologii tatrzańskiej („Wierchy” 54, 1985)
- Pierwsza polska wystawa darwinowska – dzieje Muzeum Tatrzańskiego w Zakopanem („Wszechświat” 1961, nr 2),
- Chronologia tatrzańskich wypraw Chałubińskiego – historia badań naukowych w Tatrach („Wierchy” 30, 1962).